# چارلز هیکاکس
چارلز هیکاکس (به انگلیسی: Charles Hickcox) با نام کامل چارلز بوکانان هیکاکس (Charles Buchanan Hickcox ) متولد ۶ فوریه ۱۹۴۷ در شهر فینیکس آمریکا، ورزشکار مرد رشتهٔ شنا اهل کشور ایالات متحده آمریکا بود. وی در بین سال‌های ‎۱۹۶۸ میلادی در مسابقات بازی‌های المپیک تابستانی در مجموع ۴ مدال، شامل ۳ مدال طلا و ۱ نقره را کسب کرد. چارلز در ۱۴ ژوئن ۲۰۱۰ در سن ۶۳ سالگی بر اثر ابتلا به بیماری سرطان در شهر سن دیگو کالیفرنیا درگذشت.